# 小笠原長賢
小笠原 長賢（おがさわら ながよし）は、江戸時代中期の旗本、遠江国掛川藩の世嗣。通称は齋吉、采女、平八。

## 略歴
掛川藩分家で3000石を領した旗本・小笠原長剛の次男として誕生。藩祖・小笠原忠知の曾孫にあたる。
享保19年（1734年）12月16日、掛川藩初代藩主・小笠原長煕の養子となったが、元文元年（1736年）12月6日に病気のため生家に戻り、延享2年（1745年）12月27日に家督を継いだ。弟で生家の嫡子だった知定が早世したためと思われる。掛川藩嫡子は、藩祖・忠知の兄・小笠原忠脩の子孫である5000石旗本小笠原家から長庸が養子に入り、跡を継いだ。
寛延元年（1748年）4月2日に致仕。明和6年（1769年）7月8日に55歳で死去。法名は禅無。養子の長儀（小笠原政登の三男）が跡を継いだ。